# Vito Zincani
Vito Zincani (Castilenti, 10 febbraio 1942) è un magistrato italiano.

## Biografia

### Origini e formazione
Figlio di Domenico, partigiano attivo durante la Seconda Guerra Mondiale, Vito Zincani ha frequentato il Liceo "Gabriele d'Annunzio" di Pescara, dove ha condiviso la classe con futuri magistrati di rilievo, tra cui Emilio Alessandrini e Laura Bertolè Viale. Successivamente, si è laureato in giurisprudenza presso l'Università di Bologna.

### Carriera in magistratura
Dopo aver completato il servizio militare come ufficiale di complemento e aver insegnato storia e filosofia, Zincani ha intrapreso la carriera in magistratura nel 1969. Ha iniziato come pretore a Padova e, successivamente, è stato nominato giudice istruttore presso il Tribunale di Bologna. In questo ruolo, ha condotto inchieste su attentati attribuiti a Ordine Nero e sulla strage del 2 agosto 1980 alla stazione di Bologna.
In seguito, ha ricoperto la carica di sostituto procuratore generale a Bologna, partecipando a processi di rilievo come quello contro la "Banda della Uno Bianca" e contro le nuove Brigate Rosse per l'omicidio del giuslavorista Marco Biagi. Nel 2004, è stato nominato reggente della Procura di Parma, dove ha condotto le indagini sul crac Parmalat. Nel 2008, è stato nominato Procuratore della Repubblica a Modena, incarico che ha mantenuto fino al 2014.

## Riconoscimenti
Nel 2015, Zincani è stato insignito del Premio Pico della Mirandola nella sezione "Settori d'intervento della Fondazione", in riconoscimento del suo impegno nella promozione della cultura della legalità e nella formazione dei giovani.